# Летње олимпијске игре 1908.
IV Олимпијске игре су одржане у Лондону у Уједињеном Краљевству, иако је МОК првобитно за домаћина игара одабрао Рим у Италији. Међутим, због ерупције вулкана Везув 1906. године приликом које је готово уништен град Напуљ, италијанска је влада одлучила пренаменити средства намењена организацији Игара у обнову и помоћ том граду. Зато су Игре премештене у Лондон.
Иако су у то доба ове Игре сматране пете по реду, накнадно је одлучено да се Олимпијске међуигре одржане две године раније у Атини бришу из службеног пописа Олимпијских игара, па су од тада Игре редовно одржаване искључиво с размаком од 4 године.
На овим Играма је настављена традиција церемонијала отварања Игара уз дефиле такмичара, који је први пут одржан две године раније у Атини. Та традиција се задржала до данашњих дана, иако је на Играма у Лондону било доста контроверзи око те церемоније, пошто је неколико репрезентација одбило проћи у дефилеу, због различитих разлога: требало је да Финци дефилују под Руском заставом али су то одбили, слично као и Ирци који су одбили ступати под заставом Велике Британије. Швеђанима није била подигнута њихова застава па су и они одбили дефиле, слично као и такмичари из Сједињених Држава, којима је сметала чињеница да се њихова застава (као и све друге) мора подићи у част краља друге државе.
Ове Игре су показале важност успоставе заједничких судијских правила и судијске службе састављене од судија из различитих земаља, а не само из земље домаћина како је то до тада био случај.
Најпознатији тренутак Игара била је маратонска трка, у којој је до самог циља водио Дорандо Пјетри, али је потпуно исцрпљен у самом стадиону више пута погрешно скренуо. На крају су га преко циљне линије дословно пренела два гледаоца, па је Пјетрију због те помоћи златна медаља одузета, и додељена другопласираном Џонију Хејзу. Пјетри је касније ипак за свој наступ награђен златним покалом од стране краљевске породице. Још је једна занимљивост везана уз маратонску трку. Наиме, да би се краљевској породици омогућио бољи поглед на ток трке, стаза је продужена на 42 км и 195 метара уместо до тада уобичајених 40 км. Иако су касније још неки маратони одржавани на различитим деоницама, ИААФ је 1921. године донела одлуку да се управо та дистанца прогласи службеном маратонском деоницом.
На овим играма по први пута је укључен и један традиционално зимски спорт, уметничко клизање.

## Попис спортова
| - Атлетика (детаљи) - Бокс(детаљи) - Бициклизам(детаљи) - Мачевање - Фудбал - Гимнастика(детаљи) - Хокеј - Рвање(детаљи) - Једрење(детаљи) - Jey de paume (игра слична тенису) - Лакрос - Поло |  | - Рекетс (спорт сличан сквошу) - Рагби - Стреличарство - Стрељаштво(детаљи) - Пливање(детаљи) - Потезање конопца - Тенис(детаљи) - Уметничко клизање(детаљи) - Трке глисера - Ватерполо - Веслање(детаљи) |

## Земље учеснице
| - Аргентина 1 - Аустралазија (Аустралија и Нови Зеланд) 30 - Аустрија 7 - Белгија 70 - Бохемија19 - Канада 87 - Данска 78 - Финска 65 - Француска 208 - Немачка 82 (80+2) |  | - Уједињено Краљевство 735 (696+39) - Грчка - Мађарска 65 - Италија 66 - Холандија 113 - Норвешка 69 - Русија 6 - Јужноафричка Република 14 - Шведска 168 (165+3) - Швајцарска 1 |  | - Турска - САД 122 |

## Биланс медаља
(Медаље домаћина посебно истакнуте)
| Олимпијске игре 1908. |                        |     |     |     |     |
| Пласман               | Земља                  |     |     |     |     |
| 1                     | Уједињено Краљевство   | 56  | 51  | 38  | 145 |
| 2                     | САД                    | 23  | 12  | 12  | 47  |
| 3                     | Шведска                | 8   | 6   | 11  | 25  |
| 4                     | Француска              | 5   | 5   | 9   | 19  |
| 5                     | Немачка                | 3   | 5   | 6   | 14  |
| 6                     | Мађарска               | 3   | 4   | 2   | 9   |
| 7                     | Канада                 | 3   | 3   | 10  | 16  |
| 8                     | Норвешка               | 2   | 3   | 3   | 8   |
| 9                     | Италија}               | 2   | 2   | 0   | 4   |
| 10                    | Белгија                | 1   | 5   | 2   | 8   |
| 11                    | Аустралазија           | 1   | 2   | 2   | 5   |
| 12                    | Русија                 | 1   | 2   | 0   | 3   |
| 13                    | Финска                 | 1   | 1   | 3   | 5   |
| 14                    | Јужноафричка Република | 1   | 1   | 0   | 2   |
| 15                    | Грчка                  | 0   | 3   | 0   | 3   |
| 16                    | Данска                 | 0   | 2   | 3   | 5   |
| 17                    | Бохемија.              | 0   | 0   | 2   | 2   |
| 17                    | Холандија              | 0   | 0   | 2   | 2   |
| 19                    | Аустрија               | 0   | 0   | 1   | 1   |
| Укупно                | Укупно                 | 110 | 107 | 106 | 323 |

## замимљивости
- У свечаном дефилеу на отварању игара, први пут су екипе биле у униформама.
- На балу у Грефтин гарденсу Пјер де Кубертен је цитирао једног америчког бискупа и рекао: „На олимпијски играма није толико важно победити, колико је важно учествовати”[1]